# Thorkild Hansen (atlet)
 Der er flere personer med dette navn, se Thorkild Hansen (flertydig).
Thorkild Hansen (født 1922) var en alsidig idrætsmand, som har været dansk mester i flere idrætsgrene. Han var medlem af Københavns IF.
Hansen vandt det danske mesterskab i spydkast i 1948 og 1953 samt sølvmedaljen i 1956. Han nåede tre landskampe. Hans bedste resultat nåede han i 1945 med 62,77 meter.
Hansen vandt det danske mesterskab i langrend på ski i 1960 og 1961 samt det danske mesterskab i holdorientering i 1951, 1959, 1960, 1962, 1963 og 1966. Han har deltaget i Lowlanders-mesterskaberne og var i en periode også Danmarks bedste i de alpine discipliner slalom og styrtløb. I 1956 blev han dansk mester i alpin kombination.